# Ann Demeulemeester
Ann Demeulemeester (* 29. Dezember 1959 in Waregem) ist eine belgische Modedesignerin. Sie gehört zu der Designergruppe Antwerp Six und gilt neben Martin Margiela als Hauptvertreterin der dekonstruktivistischen Mode der späten Achtziger- und frühen Neunzigerjahre.

## Leben
Ann Demeulemeester studierte Modedesign an der Antwerpener Königlichen Akademie der Schönen Künste. Nach ihrem Abschluss 1981 arbeitete sie einige Jahre für eine belgische Modefirma. Zusammen mit ihrem Ehemann und Jugendfreund, dem Fotografen Patrick Robyn (* 1957), gründete sie 1985, im Jahr ihrer Hochzeit, ihre eigene Produktionsfirma. Im selben Jahr erwarb sie mit ihm ein von Le Corbusier entworfenes, 1926 erbautes Haus namens Maison Guiette (benannt nach dem belgischen Maler und Auftraggeber René Guiette) in Antwerpen, in dem sie auch ihr Studio einrichtete. Das Paar hat einen Sohn.

## Stil
Ann Demeulemeester gehört mit Marina Yee, Dries Van Noten, Dirk Bikkembergs, Walter Van Beirendonck und Dirk Van Saene, mit denen sie zusammen studiert hatte, zu dem Kreis der Antwerp Six, einer Generation von Modemachern, die den Ruf der Belgier als Konzeptualisten begründeten. Ihre Arbeiten beschäftigten sich mit den Themen Metamorphosen, Identität, Androgynie und Sexualität. Der Stil der Antwerp Six war von japanischen Designern, besonders Yohji Yamamoto beeinflusst. Barbara Vinken beschrieb ihn als „Mode nach der Mode“, jenseits der Forderung nach ewiger Jugend und Schönheit. Ihre erste gemeinsame Fashionshow hatte die Gruppe 1986 in London.
Stilprägend war für Ann Demeulemeester ein Schwarz-weiß-Foto von Patti Smith auf dem Albumcover Horses von 1975, auf dem Smith ein weißes Hemd mit schwarzen Hosenträgern trug und ein über die Schulter geworfenes schwarzes Jackett. Schwarz dominierte seitdem Demeulemeesters Kollektionen. Den „Patti Smith-Look“ zitierte sie in verschiedenen Kombinationen und Schnitten immer wieder. Große weiße Hemdoberteile, eine Anzugweste, schwarze Hose oder langer Rock, dazu flache grobe Schnürstiefel: das sei die Demeulemeester-Uniform, die Frauen das Gefühl geben will, sich zugleich verwegen als auch beschützt zu fühlen, schrieb 2013 die Journalistin Brigid Grauman.
Mit ihrer ersten Damenkollektion debütierte Ann Demeulemeester auf der Fashion Week 1992 in Paris. Ingrid Loschek beschrieb die Schau folgendermaßen: „Ann Demeulemeester schockierte mit ihrer Mode des Trostlosen. […] Schwarze Charmeuse-Unterkleider hingen an bleich geschminkten Mannequins mit strähnigen Haaren herab, dazu abgerissene Säume, eingebügelte Falten, triste Farben, kein Schmuck, keine Dekolletés, allerdings zuweilen vollkommen durchsichtige Tops oder nackte Oberkörper […] Demeulemeester wollte weg vom altmodischen Sexy-Look und der Betonung der Weiblichkeit bis hin zur Karikatur.“ Sie finde nicht ihre Mode deprimierend, wie manche Kritiker meinten, sondern falschen Optimismus. Frauen seien keine Barbie-Puppen, kommentierte Demeulemeester in einem Interview, und sie schätze eine Spur von Weiblichkeit bei Männern. Ihre frühen Arbeiten wirkten streng, mit einem absichtlich unfertigen Aussehen und asymmetrischen Schnitten. Federn waren der einzige Schmuck, den sie gelten ließ. Ihre Mode trug ihr das Etikett „Grunge“ ein, „Rock“, „Punk“ und „Gothic“ sind weitere Attribute aus der Musik für ihren Stil. Ihre späteren Entwürfe wurden weicher mit übereinander gebauschten Stofflagen und farbigen Elementen. Ann Demeulemeester könne die Designerin sein, die das „Lexikon der modernen Frau des 21. Jahrhunderts geschaffen hat“, meinte 2010 die Modekritikerin der New York Times, Suzy Menkes.
Ab 1996 entwarf sie auch Herrenkollektionen. Sie arbeitete u. a. mit Jim Dine zusammen, der Kleidungsstücke mit seinen Texten beschriftete, und ließ sich von dem Maler Jackson Pollock und dem amerikanischen Fotografen Steven Klein inspirieren.

## Unternehmen
1994 beteiligte sich die belgische Unternehmerin Anne Chapelle als Investorin finanziell am Unternehmen von Demeulemeester, übernahm dort die Geschäftsführung und fungiert seither als CEO. Zu Chapelles Unternehmen 32 Bvba, das als Holding gegründet wurde, gehörte neben Ann Demeulemeester bis 2013 auch die Modefirma des belgischen Designers Haider Ackermann. Der erste Flagship-Store wurde 1999 in Antwerpen eröffnet. Es existieren weitere Ladengeschäfte in Tokio, Hongkong und Seoul. Ihre Mode wird in 30 Ländern weltweit verkauft.
Im November 2013 teilte Ann Demeulemeester mit, dass sie ihr Unternehmen verlasse. Die Marke mit eigenen Einzelhandelsgeschäften wird unter der Leitung ihrer Geschäftspartnerin Anne Chapelle weitergeführt. Auf den Fashionshows im Februar 2014 präsentierte das von Demeulemeester ausgebildete Designteam aus Mirjam van den Akker, Sébastien Meunier und Patrick van Ommeslaghe seine erste Kollektion für das Label.

## Auszeichnungen
- 1983: Golden Spindle Award, Belgien
- 2016: Ehrendoktorwürde von der Université libre de Bruxelles

## Ausstellungen (Auswahl)
- 1992: „Stars don't stand still in the sky“ Hommage à Stéphane Mallarmé, Kunstmuseum Winterthur
- 1999: „L'objet du design“ — 99 objets pour un siècle, Carrousel du Louvre, Paris
- 2001: „Fashion design from Belgium“, The Museum at the Fashion Institute of Technology, New York
- 2004: „Wild: Fashion Untamed“ (Beteiligung), The Metropolitan Museum of Art, New York[15]
- 2011: „Les années 1990–2000. Histoire idéale de la mode contemporaine“ (Beteiligung), Musée des Arts décoratifs (Paris)[16]
- 2013: „PUNK – Chaos to Couture“ (Beteiligung), The Metropolitan Museum of Art, New York[17]